# Uniformen-Markt
Uniformen-Markt war eine ab 1. Dezember 1934 halbmonatlich (bis zur Ausgabe 2.1935 monatlich) erscheinende deutsche militärische Zeitschrift, die sich primär mit der gesamten Uniformen-, Effekten-, Fahnen-, Paramenten-, Orden und Ehrenzeichenbranche der Wehrmacht und der nationalsozialistischen Sportverbände beschäftigte. Von 1943 bis 1945 erschien sie halbmonatlich als Deutsche Uniformen-Zeitschrift im Berliner Kriegsgemeinschaftsverlag, bevor sie endgültig eingestellt wurde.

## Geschichte
Gedruckt wurde die Zeitschrift beim Berliner Verlag Otto Dietrich, dessen Inhaber Otto Dietrich  Staatssekretär im Reichsministerium für Volksaufklärung und Propaganda unter Joseph Goebbels und Reichspressechef war. Ihr Preis betrug vierteljährlich im Abonnement 1,50 Reichsmark (RM). 1943 kostete ein Einzelheft 0,70 RM. Neben der Uniformen- und Fahnenkunde widmete die Zeitschrift einen erheblichen Teil auch dem deutschen Orden- und Ehrenzeichenwesen sowie dem ausländischen Ordenswesen. Die dabei entstandenen Artikel befassten sich mit Themen aus nahezu dem gesamten europäischen Raum sowie weiten Teilen Asiens, Nord-, Mittel- und Südamerikas und sogar Afrikas. Unter den zahlreichen Autoren der Fachartikel fanden sich anerkannte Experten wie Kurt-Gerhard Klietmann und Ottfried Neubecker.
Die Zeitschrift diente auch der Veröffentlichung der Hinweise der Präsidialkanzlei der Ordenskanzlei. Damit war sie auch ein Instrument der NSDAP sowie der Partei- und Kreisleitungen zur korrekten Uniformierung, die alle Bereiche des Alltagslebens des Dritten Reichs durchdrungen hatte. Sie veröffentlichte auch die Stiftung zahlreicher neu geschaffener deutscher Orden, Ehrenzeichen und Kampfabzeichen und erfreute sich dadurch auch großer Beliebtheit bei den Wehrmachtsangehörigen als Frontzeitung, was zahlreiche Leserbriefe und Anfragen unterstrichen. Im Januar 1943 wurde die Zeitschrift Uniformen-Markt mit der Zeitschrift Uniform und Spaten zur neuen Deutschen Uniformen-Zeitschrift vereinigt, wie es hieß, aus kriegsproduktionseinschränkenden Maßnahmen (Papiermangel). Nach der Fusion beider Zeitschriften publizierte der Zeitschriftenteil Uniform und Spaten weiterhin als Presseorgan als Mitteilungsblatt der Präsidialkanzlei des Führers in Ordensangelegenheiten, des Reichsarbeitsdienstes in Uniformangelegenheiten sowie der Leistungsgemeinschaft der Deutschen Ordenshersteller sowie der Fachgruppe Uniformschneider. Der Uniformenmarkt war weiterhin offizielles Organ der Uniformenindustrie und Fahnenhersteller sowie Uniformeneffektenhersteller, ferner der Mützenindustrie.
Im Januar 1945 erschien die letzte Ausgabe der Zeitschrift. Eine Einstellung der Zeitschrift ist in der letzten Ausgabe nicht publiziert worden.

## Publikationsreihe
Die Publikationsreihe umfasste 200 Hefte, die sich wie folgt verteilten:
- 1934: 1 Ausgabe
- 1935: 12 Ausgaben (einmal monatlich)
- 1936: 21 Ausgaben
- 1937: 24 Ausgaben (zweimal monatlich)
- 1938: 24 Ausgaben
- 1939: 24 Ausgaben
- 1940: 24 Ausgaben
- 1941: 24 Ausgaben
- 1942: 24 Ausgaben
- 1943: 9 Ausgaben
- 1944: 12 Ausgaben
- 1945: 1 Ausgabe